# Dan Tullis Jr.
Dan Tullis junior (* 8. Juli 1951) ist ein US-amerikanischer Schauspieler.

## Leben
Tullis war bereits vor seinem Schauspieldebüt im US-amerikanischen Fernsehen zu sehen. 1976 nahm seine Familie an der US-amerikanischen Version von Familien-Duell teil, 1985 gewann er über 15.000 $ in einer Spielshow. Im Jahr darauf hatte er seine ersten Gastrollen in den Fernsehserien Das A-Team und Polizeirevier Hill Street. In den Jahren danach hatte er Nebenrollen in Spielfilmen wie Walter Hills Ausgelöscht und Eddie Murphys Harlem Nights. 1989 wurde er für die Rolle des Officer Dan in der Serie Eine schrecklich nette Familie besetzt, durch die er größere Bekanntheit erlangte. Zwischen 1989 und 1997 trat er in 23 Folgen der Serie auf. 1992 spielte er eine der Hauptrollen der Serie Rachel Gunn, Oberschwester, die jedoch bereits nach wenigen Folgen eingestellt wurde. Nach dem Ende von Eine schrecklich nette Familie hatte er nur noch wenige Fernsehauftritte.

## Filmografie (Auswahl)
- 1986: Das A-Team (The A-Team, Fernsehserie, eine Folge)
- 1986: Polizeirevier Hill Street (Hill Street Blues, Fernsehserie, eine Folge)
- 1987: Ausgelöscht (Extreme Prejudice)
- 1989: Harlem Nights
- 1989: Hunter (Fernsehserie, zwei Folgen)
- 1989–1997: Eine schrecklich nette Familie (Married with Children, Fernsehserie, 23 Folgen)
- 1990: Pentagramm – Die Macht des Bösen (The First Power)
- 1991: Backdraft – Männer, die durchs Feuer gehen (Backdraft)
- 1992: CIA Code Name: Alexa
- 1992: Rachel Gunn, Oberschwester (Rachel Gunn, R.N., Fernsehserie, 13 Folgen)
- 1999: Drew Carey Show (The Drew Carey Show, Fernsehserie, eine Folge)
- 1999: Hör mal, wer da hämmert (Home Improvement, Fernsehserie, eine Folge)
- 2002–2003: The District – Einsatz in Washington (The District)